# ليف نيكولايفيتش كوروليوف
ليف نيكولايفيتش كوروليوف (بالإنجليزية: Lev Nikolayevich Korolyov)‏ (و. 1926 – 2016 م) هو عالِم حاسب آلي من الاتحاد السوفيتي، روسيا . ولد في بودولسك .
وهو عضو في Academy of Sciences of the USSR .

## التعليم
تعلم في جامعة موسكو الحكومية

## جوائز
حصل على جوائز منها:
- جائزة الدولة السوفيتية
- وسام شارة الشرف
- وسام الحرب الوطنية من الدرجة 2
- وسام ثورة أكتوبر
- وسام لينين
- Order For Services to the Fatherland 4th degree.